# Senožeče

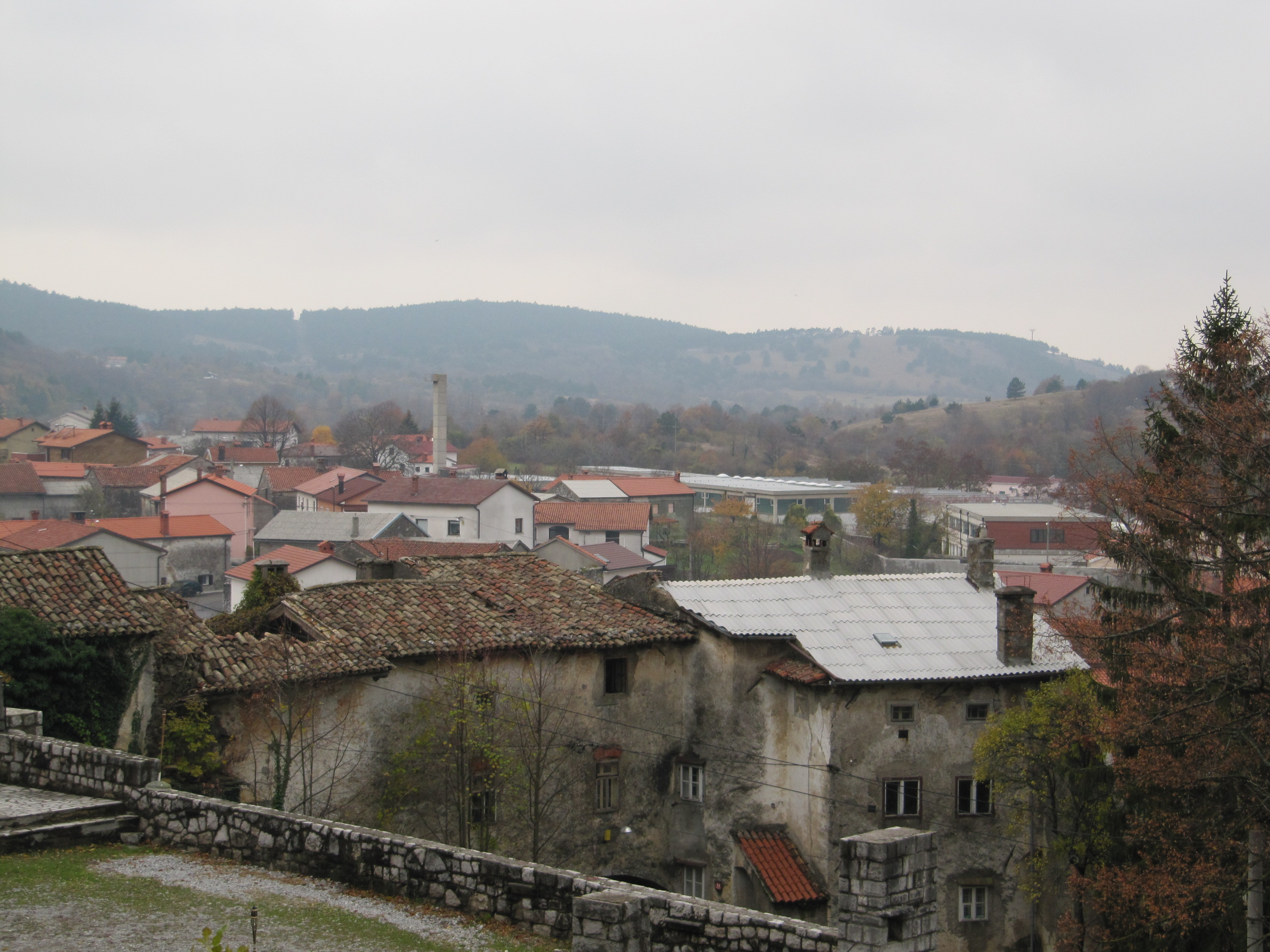
Senožeče (2009)

Senožeče (deutsch Senosetsch, ital. Senosècchia, auch Senozec) ist eine Ortschaft in der slowenischen Gemeinde Divača im Karstgebiet der Primorska (Region Küstenland).
Der Ort liegt auf 553 m Seehöhe und zählt 611 Einwohner (2002). Die Pfarrkirche ist dem hl. Bartholomäus geweiht und gehört zum Bistum Koper. Im Mittelalter war Senosetsch, ursprünglich Lehen des Patriarchats Aquileia, Besitz der Herren von Duino (Tybein); diese wurden um 1399 von den Walseern beerbt. 1470/72 verkaufte Reinprecht, der letzte Walseer, Senosetsch mit Castell und Maut neben anderen Gütern an den Habsburger Kaiser Friedrich III.
1869 wurde hier ein Bezirksgericht installiert.